# خیابان شمالی، ایروان
خیابان شمالی ایروان (ارمنی: Հյուսիսային պողոտա) یک پیاده‌راه در ایروان، ارمنستان است.
این خیابان که در مرکز ناحیه کنترون قرار دارد در سال ۲۰۰۷ ساخته شده و ۴۵۰ متر طول و ۲۷ متر عرض دارد، خیابان شمالی محل قرارگیری خانه‌های مسکونی مجلل، فروشگاه‌ها، هتل‌ها، رستوران‌ها و کلوب‌های شبانه لوکس است.

## فروشگاه‌ها
در این خیابان فروشگاه‌های برندهایی همچون آرمانی، باتا، بربری، کلارکز، اکو، ارمنجیلدو زنیا، گانت،  جئوکس، ماسیمو دوتی، استیو مادن، نیویورکر، تامی هایلفیگر، کلوین کلاین و دسیگوال نمایندگی دارند.
بسیاری از رستوران‌ها و کافه‌ها در خیابان شمالی فعالیت می‌کنند که از مهم‌ترین آنها سینابون،  Segafredo , کی‌اف‌سی، برگر کینگ، پیتزا هات و بسکین-رابینز می‌باشد.

## نگارخانه

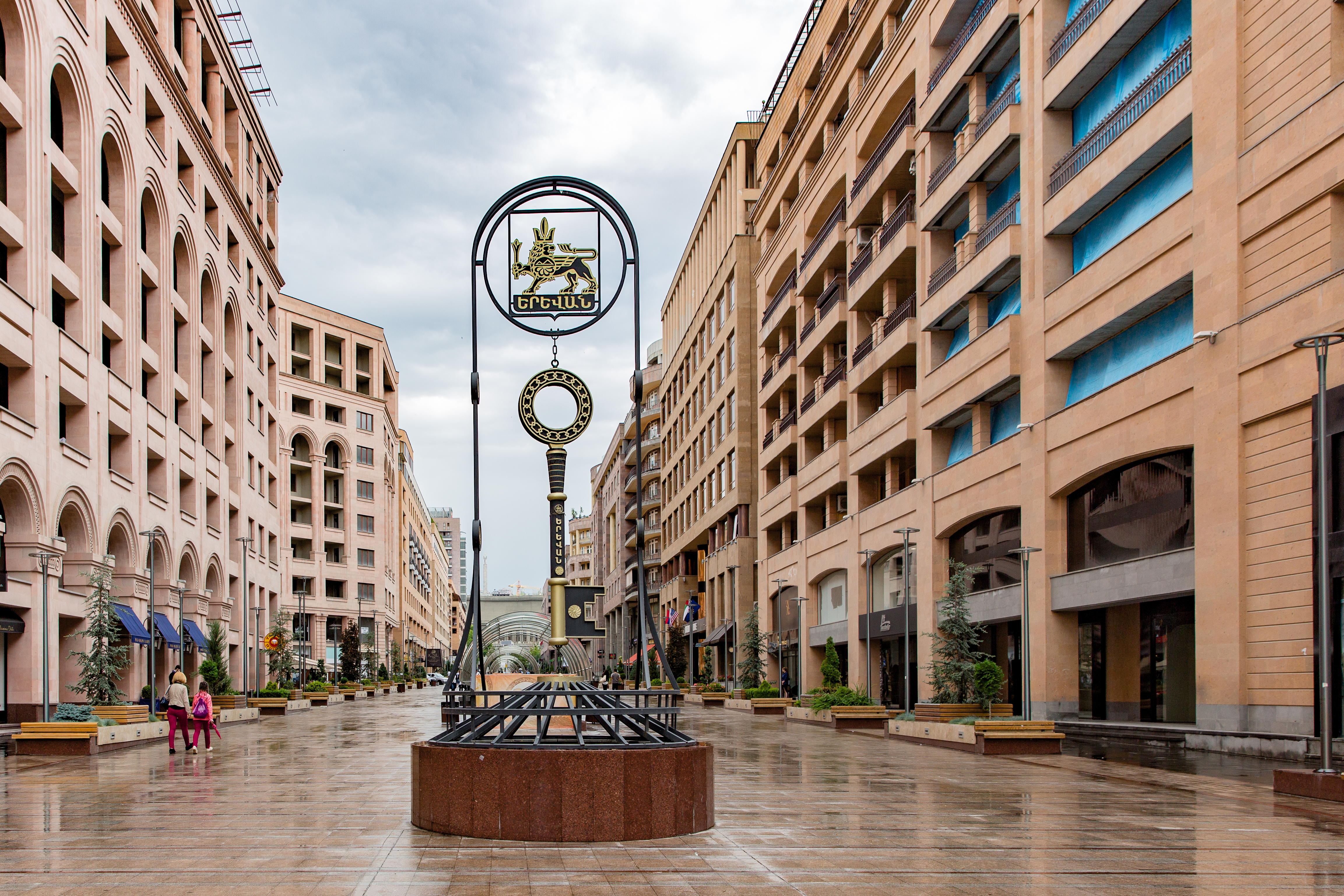
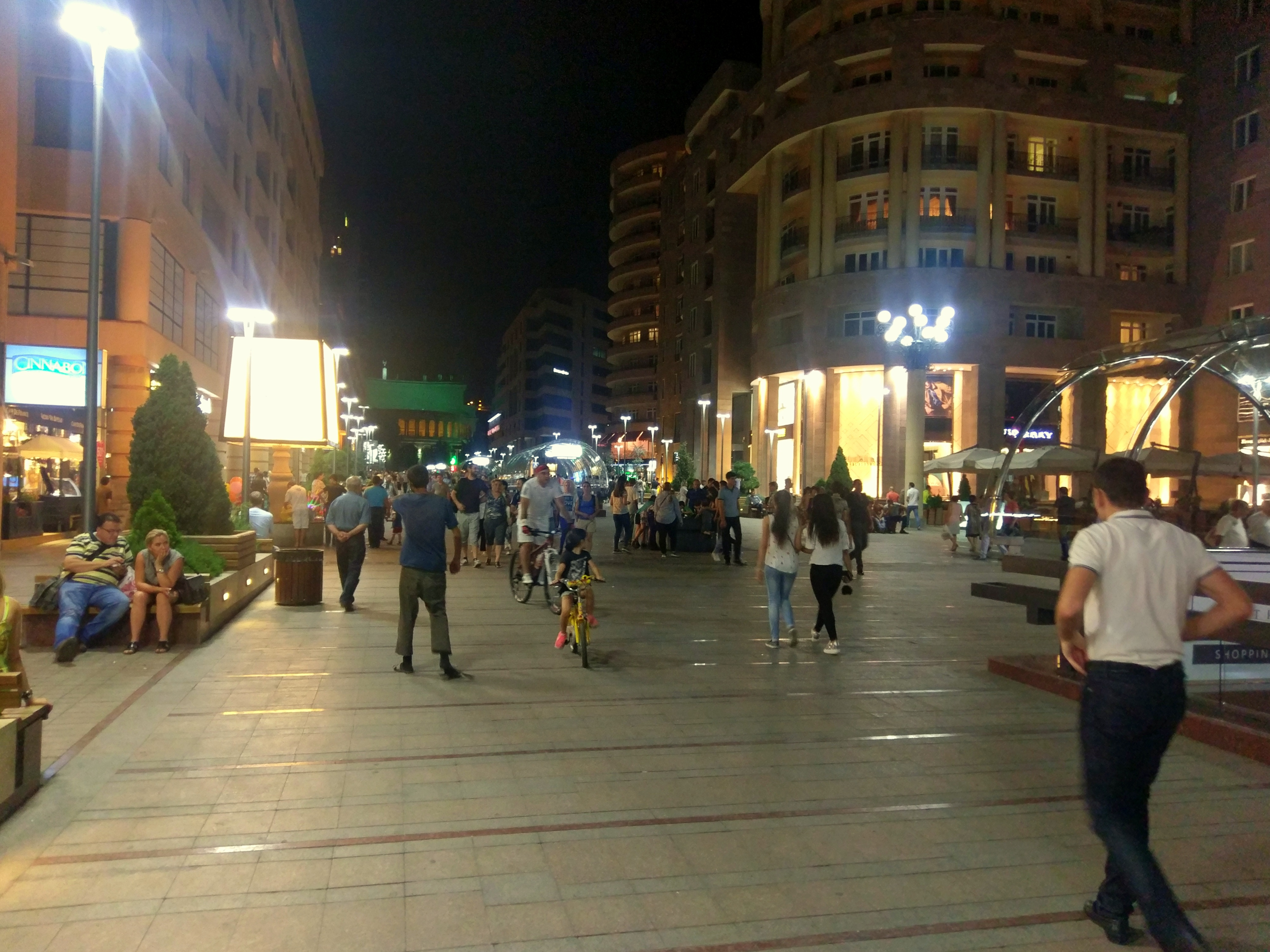
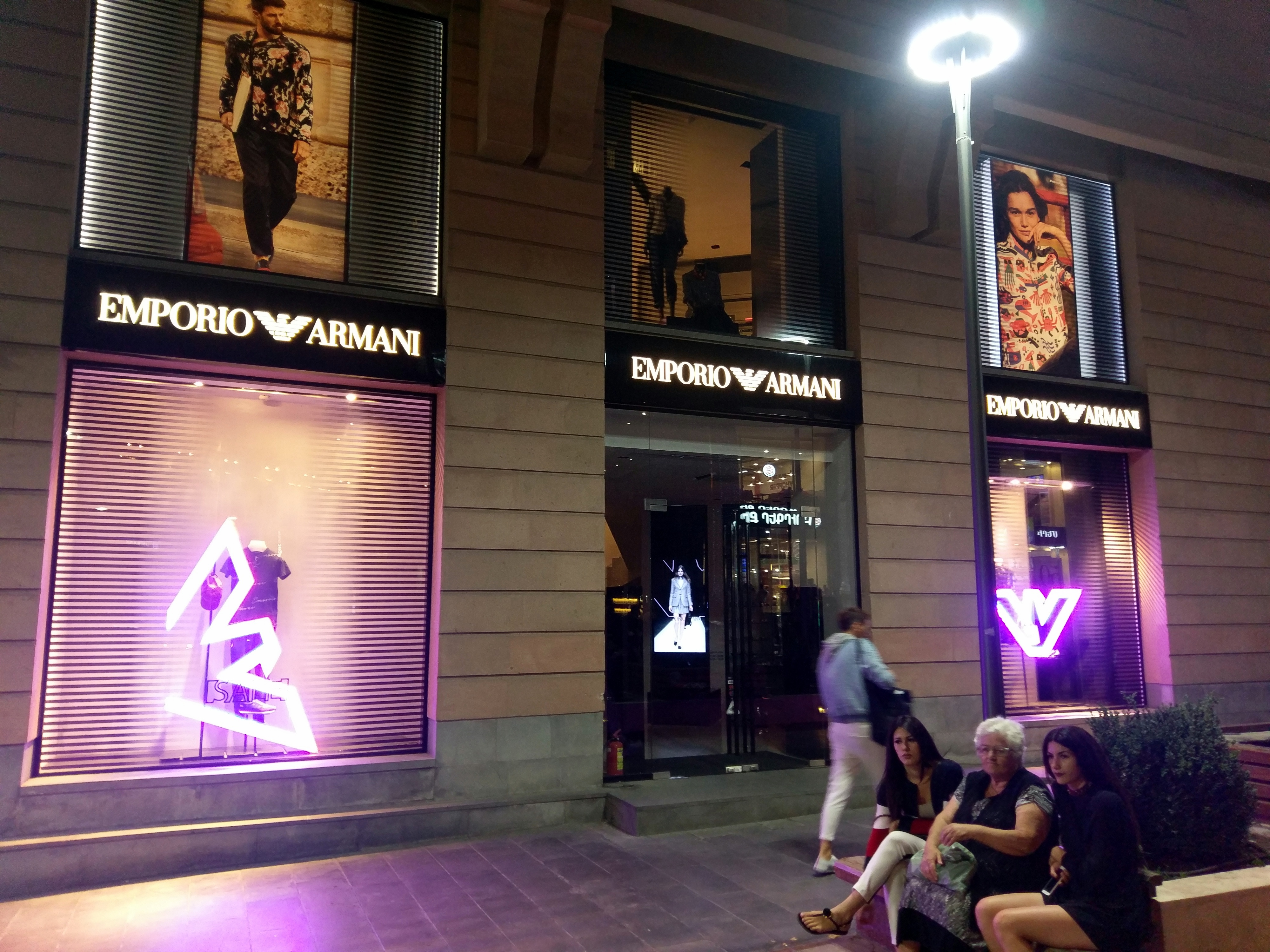